# Univers estès de DC Comics

Logotip de DC Comics.

L'univers estès de DC (o DC Extended Universe) és una sèrie de pel·lícules estatunidenques produïdes per Warner Bros. i DC Entertainment amb personatges inspirats en els famosos superherois dels còmics publicats per la històrica editorial estatunidenca DC Comics.
La creació d'aquest univers de pel·lícules és similar al que es fa a l'univers cinematogràfic de Marvel, on els personatges poden aparèixer en altres pel·lícules a part de les seves pròpies, així com en pel·lícules de grups de superherois o altres formacions grupals. Les obres cinematogràfiques que formen part d'aquest univers compartit són, originalment, les que compten amb el grup de superherois que tradicionalment conformen la Lliga de la Justícia d'Amèrica. Fins ara, s'han publicat vuit pel·lícules, i altres estan previstes fins, almenys, el 2022.

## Història
El 2013, Warner Bros. revela que vol esperar a veure els resultats a la taquilla de Man of Steel abans de llançar una hipotètica pel·lícula centrada a Justice League, un equip que reuneix els principals herois de DC Comics com Batman, Wonder Woman o Flash. Després dels resultats convincents de Man of Steel, Zack Snyder anuncia a la Comic-Con que farà una seqüela fins al 2016, titulada Batman vs Superman: The Dawn of Justice, en què Superman compartirà el protagonisme amb Batman i Wonder Woman. Al llarg de 2015, Warner Bros anuncia moltes pel·lícules, per tal d'estructurar un univers cinematogràfic i competir contra el que la seva rival, Marvel, està construint.
A diferència de l'univers cinematogràfic de Marvel, els líders de DC decidiren separar el món de la televisió (anomenat Arrowverse, incloent-hi les sèries Arrow, Flash, Gotham o Supergirl) del nou univers cinematogràfic. Per tant, no hi ha connexió entre els dos universos ficticis i els actors que participen en les sèries televisives no tenen el seu paper a la pantalla gran (per exemple, Grant Gustin no juga Barry Allen a Justice League).

## Pel·lícules
| Any                 | Títol                                   | Director           | Estena                 |
| ------------------- | --------------------------------------- | ------------------ | ---------------------- |
| 2013                | Man of Steel                            | Zack Snyder        | 14 de juny 2013        |
| 2016                | Batman vs Superman: The Dawn of Justice | Zack Snyder        | 23 de març de 2016     |
| 2016                | Suicide Squad                           | David Ayer         | 3 agost de 2016        |
| 2017                | Justice League                          | Zack Snyder        | 15 novembre 2017       |
| 2017                | Wonder Woman                            | Patty Jenkins      | 7 de juny de 2017      |
| 2018                | Aquaman                                 | James Wan          | 21 de desembre de 2018 |
| 2019                | Shazam!                                 | David F. Sandberg  | 5 d'abril de 2019      |
| 2020                | Birds of Prey                           | Cathy Yan          | 7 de febrer de 2020    |
| Futures pel·lícules |                                         |                    |                        |
| 2020                | Wonder Woman 1984                       | Patty Jenkins      | 25 de desembre de 2020 |
| 2021                | The Suicide Squad                       | James Gunn         | 6 d'agost de 2021      |
| 2021                | The Batman                              | Matt Reeves        | 24 de juliol de 2020   |
| 2021                | Back Adam                               | Jaume Collet-Serra | 22 de desembre de 2021 |
| 2022                | The Flash                               | Andy Muschietti    | 3 de juny de 2022      |
| 2022                | Shazam! 2                               | David F. Sandberg  | 4 de novembre de 2022  |
| 2022                | Aquaman 2                               | James Wan          | 16 de desembre de 2022 |

## Distribució
El nom de l'actor que pren el paper de Batman es revela el 23 d'agost de 2013, és Ben Affleck. El 4 de desembre de 2013, Gal Gadot va signar per encarnar Wonder Woman.
El 2014, DC revela la llista de pel·lícules que constitueixen el seu univers cinematogràfic, així com l'addició de determinats actors a les diferents peces: Jason Momoa interpretarà Aquaman, Ezra Miller interpretarà Flash, Ray Fisher interpretarà Cyborg i Jesse Eisenberg, Lex Luthor.